# ویناریتسه (ناحیه لوونی)
ویناریتسه (به چکی: Vinařice) یک منطقهٔ مسکونی در جمهوری چک است که در ناحیه لوونی واقع شده‌است. ویناریتسه ۹٫۵۹ کیلومتر مربع مساحت و ۲۲۹ نفر جمعیت دارد و ۳۰۵ متر بالاتر از سطح دریا واقع شده‌است.